# Yaniv Asor

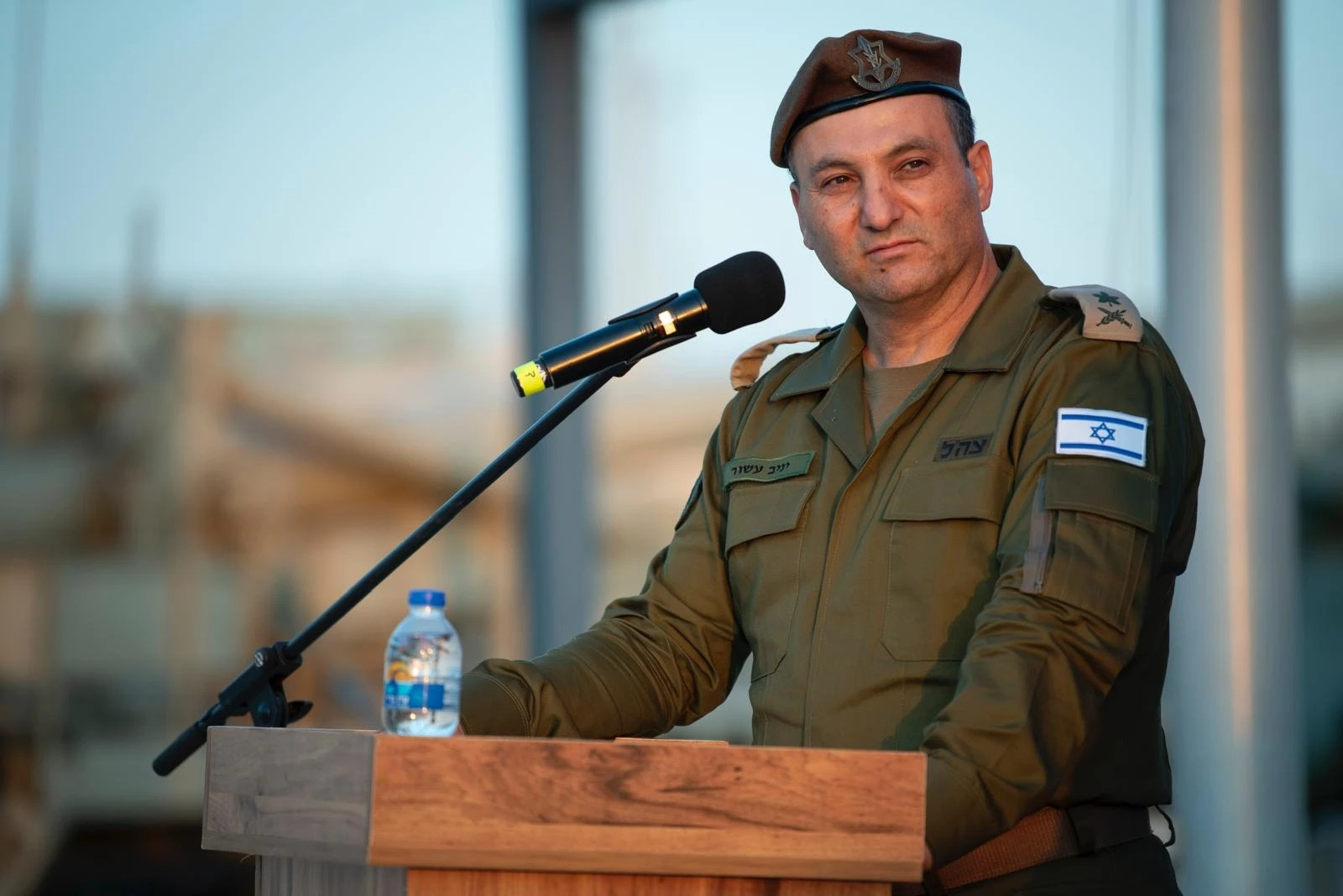
Yaniv Asor (2024)

Yaniv Asor (hebräisch יניב עשור; * 1972) ist im Range eines Generalmajors seit 12. März 2025 Kommandeur des Südkommandos der Israelischen Streitkräfte (IDF). Zuvor war Asor ab 2021 Leiter der IDF-Personaldirektion und ab 2018 Leiter der IDF-Operationsabteilung.

## Werdegang
Asor trat 1990 der Golani-Brigade bei und stieg dort zum Bataillonskommandeur und Operationsoffizier auf, wobei er an der Operation Schutzschild und dem Zweiten Libanonkrieg teilnahm. 2006 erhielt er das Kommando über die Eliteeinheit Egoz und leitete Dutzende von Spezialoperationen im Gazastreifen sowie im Westjordanland. Von 2009 bis 2011 kommandierte er die 769. Regionalbrigade „Hiram“ und war von 2011 bis 2012 stellvertretender Kommandeur der 36. Division des Nordkommandos. Von 2012 bis 2014 kommandierte Asor die Golani-Brigade, ehe er von 2015 bis 2018 die 210. Division des Nordkommandos leitete, zuständig für die Sicherung der Grenze zu Syrien. Sein Nachfolger in dieser Funktion wurde im Februar 2018 Amit Fisher. Asor übernahm im Anschluss die Leitung der IDF-Operationsabteilung und wurde 2021 zum Leiter der IDF-Personaldirektion ernannt. In seine Amtszeit fielen die COVID-19-Pandemie und umstrittene Versuche, Männer aus der ultraorthodoxen Gemeinde zu rekrutieren.
Am 5. März 2025 wurde Yaniv Asor von Generalstabschef Eyal Zamir zum neuen Kommandeur des für Südisrael und den Gazastreifen zuständigen IDF-Südkommandos ernannt und trat sein Amt am 12. März 2025 an. Sein Vorgänger Yaron Finkelman war aufgrund des Versagens der IDF während des Terrorangriffs der Hamas auf Israel zurückgetreten.

## Sonstiges
Asor stammt aus dem Moschav Mivtahim im Süden Israels, ist verheiratet und Vater von vier Kindern. Er ist Absolvent des Marine Corps Command and Staff College der USA und des Royal College of Defence Studies in Großbritannien. Zudem verfügt er über einen Bachelor-Abschluss in Logistik der Bar-Ilan-Universität und einen Master-Abschluss in Betriebswirtschaft der Ben-Gurion-Universität. 